# Hinea brasiliana
Hinea brasiliana е вид соленоводно морско коремоного мекотело от семейство Planaxidae.

## Разпространение
Видът е разпространен Тихи океан във водите между бреговете на Австралия на запад и Нова Зеландия на изток.

## Описание
Раковината е с размери 20-22 cm. Тя е твърда и тежка. Венчето е леко изпъкнало, а отвън е гладка или с много слаби спирални жлебове. Цветът отвън и отвътре е бял с жълтеникав периостракум. Оперкулумът е вроговен. Видът излъчва биолуминесцентна светлина.